# Carl Vilhelm Nielsen
 Der er flere personer med dette navn, se Carl Nielsen (flertydig).
Carl Vilhelm Nielsen (født 19. november 1890 i Slagelse, død 18. april 1961 i København) var en autodidakt dansk billedhugger. Han lavede især tegninger og modeller af dyrene i Zoologisk Have, men lavede også figurer, buster og skulpturer. Han lavede blandt andet en buste af sin mor.

## Værker
- Kvindehoved, 1935
- Mandshoved 1936
- Svømmepige, 1940
- Giraf, 1940
- Kamel, 1947
- Afrikansk elefant, 1956
- Pingvin, 1956
- Malajbjørn, 1956
- Løveunge, 1956
- Tyr, 1958
- Træskonæb, 1960
- Liggende mankefår, 1960
- Giraf, 1961